# Alexis Sanderson
Alexis Sanderson (1948) è un indologo britannico.

## Generalità
Dopo aver conseguito la laurea in Lettere classiche nel 1969 e la specializzazione in Lingua sanscrita nel 1971 presso la Oxford University, Alexis Sanderson trascorse sei anni in Kashmir, regione settentrionale del subcontinente indiano, dove fu allievo di un guru śaiva kaśmiro.
Successivamente, dal 1977 al 1992, è stato docente di sanscrito e ricercatore emerito presso il Wolfson College di Oxford. Attualmente è presidente, presso questa stessa Università, della cattedra di Eastern Religion and Ethics.
I suoi campi di interesse riguardano soprattutto i movimenti religiosi śaiva, la loro influenza sulle correnti religiose vaiṣṇava e il Buddhismo tantra nel Sud-Asia e Sud-est asiatico.

## Opere e pubblicazioni
- Purity and Power among the Brāhmans of Kashmir, in The Category of the Person: Anthropology, Philosophy, History, M. Carrithers, S. Collins and S. Lukes, Cambridge University Press (1985), pp. 190–216.
- Mandala and Āgamic Identity in the Trika of Kashmir, in Mantras et Diagrammes Rituelles dans l'Hindouisme, ed. André Padoux, Équipe no. 249, L'hindouisme: textes, doctrines, pratiques, Paris, Éditions du Centre National de la Recherche Scientifique (1986), pp. 169–214.
- Abhinavagupta, in The Encyclopedia of Religion, Mircea Eliade, New York, Macmillan Publishing Company, volume 1 (1987), pp. 8–9.
- Krama Śaivism, in The Encyclopedia of Religion, Mircea Eliade, New York, Macmillan Publishing Company, volume 13 (1987), pp. 14–15.
- Trika Śaivism, in The Encyclopedia of Religion, Mircea Eliade, New York: Macmillan Publishing Company, volume 13 (1987), pp. 15–16.
- Śaivism in Kashmir, in The Encyclopedia of Religion, Mircea Eliade, New York, Macmillan Publishing Company, volume 13 (1987), pp. 16–17.
- Śaivism and the Tantric Traditions, in The World's Religions, S. Sutherland, L. Houlden, P. Clarke and F. Hardy, London, Routledge and Kegan Paul (1988), pp. 660–704. Reprinted in The World's Religions: The Religions of Asia, F. Hardy, London, Routledge and Kegan Paul (1990), pp. 128–72.
- The Visualization of the Deities of the Trika, in L'Image Divine: Culte et Méditation dans l'Hindouisme, André Padoux, Paris, Éditions du Centre National de la Recherche Scientifique (1990), pp. 31–88.
- The Sarvāstivāda and its Critics: Anātmavāda and the Theory of Karma, in Buddhism into the Year 2000, International Conference Proceedings, Bangkok and Los Angeles, Dhammakāya Foundation (1995), pp. 33–48.
- The Doctrine of the Mālinīvijayottaratantra, in Ritual and Speculation in Early Tantrism. Studies in Honour of André Padoux, T. Goudriaan. Albany, State University of New York Press (1992), pp. 281–312.
- Conférences de M. Alexis Sanderson, Directeur d'études associé. In Annuaire, Résumés des conférences et travaux, École pratique des Hautes Études, Ve Section—Sciences Religieuses, XCIX (1990–91), pp. 141–144. (Actual publication date: 1993.)
- Vajrayāna: Origin and Function, in Buddhism into the Year 2000, International Conference Proceedings, Bangkok and Los Angeles, Dhammakāya Foundation (1995), pp. 89–102.
- Meaning in Tantric Ritual, in Essais sur le Rituel III, Colloque du Centenaire de la Section des Sciences religieuses de l'École Pratique des Hautes Études, A.-M. Blondeau and K. Schipper, Bibliothèque de l'École des Hautes Études, Sciences Religieuses, Volume CII. Louvain-Paris, Peeters (1995), pp. 15–95.
- History through Textual Criticism in the study of Śaivism, the Pañcarātra and the Buddhist Yoginītantras, in Les Sources et le temps. Sources and Time: A Colloquium, Pondicherry, 11-13 January 1997, François Grimal. Publications du département d'Indologie 91. Pondicherry: Institut Français de Pondichéry/École Française d'Extrême-Orient (2001), pp. 1–47.
- Remarks on the Text of the Kubjikāmatatantra, in Indo-Iranian Journal 45, (2002), pp. 1–24.
- The Śaiva Religion Among the Khmers Part I, in Bulletin de l'Ecole française d'Extrême-Orient, 90-91 (2003-2004), pp. 349–463.
- A Commentary on the Opening Verses of the Tantrasāra of Abhinavagupta, in Sāmarasya: Studies in Indian Arts, Philosophy, and Interreligious. Dialogue in Honour of Bettina Bäumer, Sadananda Das and Ernst Fürlinger, New Delhi, D.K. Printworld (2005), pp. 89–148.
- Religion and the State: Śaiva Officiants, in The Territory of the Brahmanical Royal Chaplain (with an appendix on the provenance and date of the Netratantra), in Indo-Iranian Journal 47 (2004), pp. 229–300. (Actual publication date: 2005.)
- The Lākulas: New evidence of a system intermediate between Pāñcārthika Pāśupatism and Āgamic Śaivism, Ramalinga Reddy Memorial Lectures, 1997. In The Indian Philosophical Annual 24 (2006), pp. 143–217.
- Swami Lakshman Joo and His Place in the Kashmirian Śaiva Tradition, in Samvidullāsah, Bettina Bäumer and Sarla Kumar, New Delhi, D.K. Printworld, 2007, pp. 93–126.
- Swami Lakshman Joo and His Place in the Kashmirian Śaiva Tradition, in Samvidullāsah, Bäumer and Sarla Kumar, New Delhi, D.K. Printworld, 2007, pp. 93–126.
- The Date of Sadyojyotis and Brhaspati, in Cracow Indological Studies 8 (2006), pp. 39–91. (Actual publication date 2007.)
- The Śaiva Exegesis of Kashmir, in Mélanges tantriques à la mémoire d'Hélène Brunner / Tantric Studies in Memory of Hélène Brunner, Dominic Goodall and André Padoux, Pondicherry: Institut français d'Indologie / École française d'Extrême-Orient, 2007. Collection Indologie 106, pp. 231–442 and (bibliography) pp.  551–582.
- Atharvavedins in Tantric Territory: TheĀngirasakalpa Texts of the Oriya Paippalādins and their Connection with the Trika and the Kālīkula, with critical editions of the Parājapavidhi, the Parāmantravidhi, and the Bhadrakālī-mantravidhiprakarana, in The Atharvaveda and its Paippalāda Śākhā: Historical and Philological Papers on a Vedic Tradition, Arlo Griffiths and Annette Schmiedchen, Aachen, Shaker Verlag, 2007. Geisteskultur Indiens, Texte und Studien, 11, Indologica Halensis, pp. 195–311.
- The Śaiva Age: The Rise and Dominance of Śaivism during the Early Medieval Period, in Genesis and Development of Tantrism, Shingo Einoo, Tokyo, Institute of Oriental Culture, University of Tokyo, 2009. Institute of Oriental Culture Special Series, 23, pp. 41–350.
- Kashmir, in Brill's Encyclopedia of Hinduism, volume 1, Regions, Pilgrimage, Deities, Knut A. Jacobsen, Leiden and Boston, Brill, 2009. Handbuch der Orientalistik. Zweite Abteilung, Indien, vol. 22, pp. 99–126.
- Ritual for Oneself and Ritual for Others, in Ritual Dynamics and the Science of Ritual vol. II, Body, Performance, Agency, and Experience, Angelos Chaniotis et. al. Wiesbaden, Harrassowitz Verlag, 2010.